# Laviolle
Laviolle ist ein Ort und eine aus mehreren Weilern (hameaux) und Einzelgehöften bestehende südfranzösische Gemeinde mit 99 Einwohnern (Stand 1. Januar 2022) im Département Ardèche in der historischen Kulturlandschaft des Vivarais.

## Lage
Laviolle liegt am Flüsschen Volane in der Berglandschaft der Monts d’Ardèche ca. 20 km nördlich von Aubenas bzw. ca. 89 km (Fahrtstrecke) südwestlich von Annonay in einer Höhe von ca. 695 m ü. d. M. Das Klima ist gemäßigt; Regen fällt verteilt über das ganze Jahr.

## Bevölkerungsentwicklung
| Jahr                       | 1841 | 1851 | 1901 | 1954 | 1999 | 2014 |
| Einwohner                  | 875  | 1014 | 751  | 250  | 130  | 115  |
| Quellen: Cassini und INSEE |      |      |      |      |      |      |

Der kontinuierliche Rückgang der Einwohnerzahlen seit dem ausgehenden 19. Jahrhundert ist im Wesentlichen auf die Mechanisierung der Landwirtschaft und den damit einhergehenden Verlust an Arbeitsplätzen zurückzuführen. Außerdem entvölkerten sich die Bergregionen Europas deutlich.

## Wirtschaft
Traditionell lebte die Bevölkerung von der Viehzucht und ein wenig Ackerbau auf zum Teil terrassierten Feldern, die jedoch wegen der Höhenlage nur geringe Erträge hervorbrachten, so dass häufig Esskastanien die Grundversorgung bildeten. Heute spielen Forstwirtschaft und Tourismus in Form der Vermietung von Ferienhäusern (gîtes) die bedeutendsten Rollen im Wirtschaftsleben des Ortes.

## Geschichte
Laviolle gehörte bis zum Jahr 1841 zur Gemeinde Antraigues-sur-Volane.

## Sehenswürdigkeiten
- Die Hanglage des Ortes oberhalb der Volane inmitten von Wäldern ist durchaus sehenswert. Die Umgebung lädt zu Wanderungen ein.
- Die der Geburt Mariens gewidmete Pfarrkirche (Église de la Vierge Marie en sa Nativité) wurde in den Jahren 1876 bis 1878 im neogotischen Stil erbaut und im Jahr 1884 durch den Bischof von Viviers geweiht.